# Липи вікові (Довге)
Ли́пи вікові́ — ботанічна пам'ятка природи місцевого значення в Україні. Розташована в межах Іршавського району Закарпатської області, в селі Довге. 
Площа 0,2 га. Статус надано згідно з рішенням Закарпатського облвиконкому від 18.11.1969 року № 414 та від 23.10.1984 року № 253. Перебуває у віданні Іршавського тубдиспансера. 
Створена з метою охорони 5 дерев липи віком бл. 200 років (за деякими даними одна липа має вік бл. 650 років). Дерева розташовані на території колишнього палацу-фортеці графів Телекі і мають важливе історичне та естетичне значення. 